# Mysletice
Mysletice (en allemand : Misletitz) est une commune du district de Jihlava, dans la région de Vysočina, en République tchèque. Sa population s'élevait à 132 habitants en 2024.

## Géographie
Mysletice se trouve à 7 km au sud-ouest de Telč, à 32 km au sud-sud-ouest de Jihlava et à 125 km au sud-est de Prague.
La commune est limitée par Olší et Borovná au nord, par Kostelní Myslová à l'est, par Zadní Vydří au sud-est, par Dačice au sud, et par Volfířov au sud-ouest et à l'ouest.

## Histoire
La première mention écrite du village date de 1378.

## Transports
Par la route, Mrákotín se trouve à 7,3 km de Telč, à 37 km de Jihlava et à 157 km de Prague.